# Al Pease
Al Pease, właśc. Victor Pease (ur. 15 października 1921 w Darlington, zm. 4 maja 2014 w Sevierville) – kanadyjski kierowca wyścigowy.

## Życiorys
Urodził się w Darlington w Wielkiej Brytanii. Po odbyciu służby wojskowej w czasie II wojny światowej przeprowadził się do Kanady. W latach 50. rozpoczął amatorskie ściganie się małym sportowym Rileyem. Pod koniec lat 50. dołączył do zespołu British Motor Corporation. W latach 60. osiągał dobre wyniki, jeżdżąc samochodami marek MG oraz Mini. W roku 1964 został wybrany Kanadyjskim Kierowcą Roku.
Pease ścigał się również bolidami jednomiejscowymi. W 1963 roku wystartował Lotusem 23 w niewliczanym do punktacji mistrzostw Grand Prix Kanady Formuły 1. Zajął tam ósme miejsce. Ponadto w roku 1967 podpisał kontrakt z Castrolem na starty Lotusem 47.
Pease postanowił wystartować również w Formule 1. Pierwsza okazja nadarzyła się w sezonie 1967 podczas Grand Prix Kanady. Firma Castrol udostępniła mu Eagle’a model T1G, którym jeździł niegdyś Dan Gurney. Pease zdołał zakwalifikować się na 16. miejscu. Jednakże podczas wyścigu Pease nie zdołał wystartować, ponieważ zepsuł mu się akumulator, dlatego też pobiegł do garażu po zapasowy akumulator, zainstalował go i ruszył. Wyścig ukończył 43 okrążenia za zwycięzcą, Jackiem Brabhamem, i nie został sklasyfikowany.
W Grand Prix Kanady 1968 Pease nie zdołał wystartować swoim Eaglem, ponieważ zepsuł się wał korbowy.
Na początku 1969 roku Pease oddał Eagle’a Castrolowi, i ścigał się samochodem Lola T140-Chevrolet dla Johna Maryona w serii Gulf Canada, składającej się z dziewięciu wyścigów Formuły A i Formuły 5000. Nie osiągał on jednak zachwycających wyników.
Pease spróbował wystartować w Formule 1 jeszcze raz, podczas Grand Prix Kanady 1969. Pease zakwalifikował się na 17. miejscu. Jednakże w wyścigu jego najszybsze okrążenie było o ok. 13 sekund wolniejsze od najszybszego w wyścigu i był dublowany już na piątym okrążeniu. Po tym, jak prawie spowodował wypadek, na 22 okrążeniu został zdyskwalifikowany za zbyt wolną jazdę, co do dzisiaj pozostaje jedynym takim przypadkiem w historii Formuły 1.
W roku 1970 kontynuował ściganie się w Formułach: A i 5000. Wygrał nawet ostatni wyścig sezonu w Harewood, jeżdżąc Brabhamem BT21. Ścigał się także Brabhamem BT23B. Zaprzestał ścigania, kiedy sporty motorowe stały się dlań zbyt kosztowne. Następnie został właścicielem studia reklamy. Obecnie mieszka w Sevierville w stanie Tennessee w USA.
Pease miał swój wpływ na rozwój sportów motorowych w Kanadzie. Odegrał znaczną rolę w tworzeniu ciała zarządzającego kanadyjskim motorsportem, CASC, zabiegał także o pozwolenie na umieszczanie znaków sponsorów na samochodach, co w Kanadzie było wydarzeniem precedensowym.
Za swoje zasługi dla kanadyjskich sportów motorowych w 1998 roku został wpisany na listę Canadian Motorsport Hall of Fame.

## Wyniki w Formule 1
| Legenda oznaczeń w tabelach wyników Wyświetl szablon na nowej stronie | Legenda oznaczeń w tabelach wyników Wyświetl szablon na nowej stronie                                                                     |
| Oznaczenie                                                            | Wyjaśnienie |
| --------------------------------------------------------------------- | --- |
| Złoty                                                                 | Zwycięzca lub mistrzostwo |
| Srebrny                                                               | 2. miejsce lub wicemistrzostwo |
| Brązowy                                                               | 3. miejsce lub II wicemistrzostwo |
| Zielony                                                               | Ukończył, punktował (w klasyfikacji generalnej, gdy zdobył co najmniej jeden punkt na przestrzeni sezonu, poza trzema powyższymi opcjami) |
| Niebieski                                                             | Ukończył, nie punktował (w klasyfikacji generalnej, gdy nie zdobył co najmniej jednego punktu na przestrzeni sezonu)                      |
| Czerwony                                                              | Nie zakwalifikował się (NZ) |
| Czerwony                                                              | Nie prekwalifikował się (NPK) |
| Różowy                                                                | Nie ukończył (NU) |
| Różowy                                                                | Niesklasyfikowany (NS) (w klasyfikacji generalnej, gdy nie został sklasyfikowany w żadnym wyścigu sezonu)                                 |
| Czarny                                                                | Zdyskwalifikowany (DK) |
| Czarny                                                                | Wykluczony (WYK/EX) |
| Biały                                                                 | Nie wystartował (NW) |
| Biały                                                                 | Kontuzjowany (K/INJ) |
| Biały                                                                 | Wyścig odwołany (OD/C) |
| Bez koloru                                                            | Został wycofany (WYC/WD) |
| Bez koloru                                                            | Nie przybył (NP/DNA) |
| Bez koloru                                                            | Nie brał udziału w treningach (NT/DNP) |
| Bez koloru                                                            | Nie został zgłoszony (–) |
| Pogrubienie                                                           | Start z pole position |
| Kursywa                                                               | Najszybsze okrążenie wyścigu |
| †                                                                     | Nie ukończył, ale jego rezultat został zaliczony ze względu na przejechanie więcej niż 90% dystansu wyścigu.                              |
| *                                                                     | Sezon w trakcie |
| 1/2/3                                                                 | Punktowana pozycja w sprincie kwalifikacyjnym                                                                                             |
| Lista systemów punktacji Formuły 1                                    | |

| Sezon | Zespół            | Samochód      | Pozycje startowe / w wyścigach | Pozycje startowe / w wyścigach | Pozycje startowe / w wyścigach | Pozycje startowe / w wyścigach | Pozycje startowe / w wyścigach | Pozycje startowe / w wyścigach | Pozycje startowe / w wyścigach | Pozycje startowe / w wyścigach | Pozycje startowe / w wyścigach | Pozycje startowe / w wyścigach | Pozycje startowe / w wyścigach | Pozycje startowe / w wyścigach | Pozycje startowe / w wyścigach | Pozycje startowe / w wyścigach | Pozycje startowe / w wyścigach | Pozycje startowe / w wyścigach | Pozycje startowe / w wyścigach | Pozycje startowe / w wyścigach | Pozycje startowe / w wyścigach | Pozycje startowe / w wyścigach | Pozycje startowe / w wyścigach |
| Sezon | Zespół            | Silnik        | 1                              | 2                              | 3                              | 4                              | 5                              | 6                              | 7                              | 8                              | 9                              | 10                             | 11                             | 12                             | 13                             | 14                             | 15                             | 16                             | 17                             | 18                             | 19                             | 20                             | 21                             |
| 1967  |                   |               | Związek Południowej Afryki     | Monako                         | Holandia                       | Belgia                         | Francja                        | Wielka Brytania                | Niemcy                         | Kanada                         | Włochy                         | Stany Zjednoczone              | Meksyk                         |                                |                                |                                |                                |                                |                                |                                |                                |                                |                                |
| ----- | ----------------- | ------------- | ------------------------------ | ------------------------------ | ------------------------------ | ------------------------------ | ------------------------------ | ------------------------------ | ------------------------------ | ------------------------------ | ------------------------------ | ------------------------------ | ------------------------------ | ------------------------------ | ------------------------------ | ------------------------------ | ------------------------------ | ------------------------------ | ------------------------------ | ------------------------------ | ------------------------------ | ------------------------------ | ------------------------------ |
| 1967  | Castrol Oils Ltd. | Eagle T1G     | -                              | -                              | -                              | -                              | -                              | -                              | -                              | 16                             | -                              | -                              | -                              |                                |                                |                                |                                |                                |                                |                                |                                |                                |                                |
| 1967  | Castrol Oils Ltd. | Climax 2,7 L4 | -                              | -                              | -                              | -                              | -                              | -                              | -                              | NS                             | -                              | -                              | -                              |                                |                                |                                |                                |                                |                                |                                |                                |                                |                                |
| 1968  |                   |               | Związek Południowej Afryki     | Hiszpania                      | Monako                         | Belgia                         | Holandia                       | Francja                        | Wielka Brytania                | Niemcy                         | Włochy                         | Kanada                         | Stany Zjednoczone              | Meksyk                         |                                |                                |                                |                                |                                |                                |                                |                                |                                |
| 1968  | Castrol Oils Ltd. | Eagle T1G     | -                              | -                              | -                              | -                              | -                              | -                              | -                              | -                              | -                              | NW                             | -                              | -                              |                                |                                |                                |                                |                                |                                |                                |                                |                                |
| 1968  | Castrol Oils Ltd. | Climax 2,7 L4 | -                              | -                              | -                              | -                              | -                              | -                              | -                              | -                              | -                              | NW                             | -                              | -                              |                                |                                |                                |                                |                                |                                |                                |                                |                                |
| 1969  |                   |               | Związek Południowej Afryki     | Hiszpania                      | Monako                         | Holandia                       | Francja                        | Wielka Brytania                | Niemcy                         | Włochy                         | Kanada                         | Stany Zjednoczone              | Meksyk                         |                                |                                |                                |                                |                                |                                |                                |                                |                                |                                |
| 1969  | John Maryon       | Eagle T1G     | -                              | -                              | -                              | -                              | -                              | -                              | -                              | -                              | 17                             | -                              | -                              |                                |                                |                                |                                |                                |                                |                                |                                |                                |                                |
| 1969  | John Maryon       | Climax 2,7 L4 | -                              | -                              | -                              | -                              | -                              | -                              | -                              | -                              | DK                             | -                              | -                              |                                |                                |                                |                                |                                |                                |                                |                                |                                |                                |